# Norvège aux Jeux olympiques d'hiver de 1928
L'équipe de Norvège olympique remporte quinze médailles lors de ces Jeux olympiques d'hiver de 1928 à Saint-Moritz. Elle se situe à la 1e place des nations au tableau des médailles, performance qu'elle avait déjà réalisé lors des Jeux olympiques d'hiver de 1924.
La médaille d'or de l'équipe de Norvège en Patrouille militaire n'est pas comptabilisé dans le classement des médailles, car la discipline était inscrite en tant que sport de démonstration. L'équipe de Norvège était composée de Ole Reistad, Leif Skagnæs, Ole Stenen et Reidar Ødegaard.

## Liste des médaillés norvégiens

### Médailles d'or
- Combiné nordique
  - Individuel : Johan Grøttumsbråten.

- Patinage artistique
  - Individuel femmes : Sonja Henie.

- Patinage de vitesse
  - 500 m Hommes : Bernt Evensen.
  - 5 000 m Hommes : Ivar Ballangrud.

- Saut à ski
  - Individuel : Alf Andersen.

- Ski de fond
  - 18 km Hommes : Johan Grøttumsbråten.

### Médailles d'argent
- Combiné nordique
  - Individuel : Hans Vinjarengen.

- Patinage de vitesse
  - 1 500 m Hommes : Bernt Evensen.

- Saut à ski
  - Individuel : Sigmund Ruud.

- Ski de fond
  - 18 km Hommes : Ole Hegge.

### Médailles de bronze
- Combiné nordique
  - Individuel : John Snersrud.

- Patinage de vitesse
  - 500 m Hommes : Roald Larsen.
  - 1 500 m Hommes : Ivar Ballangrud.
  - 5 000 m Hommes : Bernt Evensen.

- Ski de fond
  - 18 km Hommes : Reidar Ødegaard.

## Engagés norvégiens par sport

### Combiné nordique
Au début du mois de janvier 1928, une pré-sélection composée de Johan Grøttumsbråten, Hans Vinjarengen, John Snersrud et Kai Rusten (no) est annoncée. Les principaux skieurs norvégiens réalisent une partie de leur préparation à Lillehammer. Le regroupement est ponctué par plusieurs courses dont une épreuve de sélection qui est organisée du 19 au 22 janvier 1928 à Fluberg ,. 
Finalement, Kai Rusten est écarté et c'est Ole Kolterud qui est inscrit en tant que quatrième athlète norvégien du combiné nordique. Les remplaçants norvégiens pour cette épreuve sont : Christian Holmen (no), Ole Stenen, Leif Skagnæs et Sverre Lislegaard. À la fin du mois de janvier, plusieurs athlètes norvégiens dont Hans Vinjarengen, participent au championnat de France de ski.